# Berd (ort)
Berd är en ort i Armenien.   Den ligger i provinsen Tavusj, i den norra delen av landet, 110 kilometer nordost om huvudstaden Jerevan. Berd ligger 949 meter över havet och antalet invånare är 8 374.
Terrängen runt Berd är lite bergig. Berd är det största samhället i trakten. 
Omgivningarna runt Berd är en mosaik av jordbruksmark och naturlig växtlighet. Runt Berd är det ganska tätbefolkat, med 58 invånare per kvadratkilometer.